# El-P

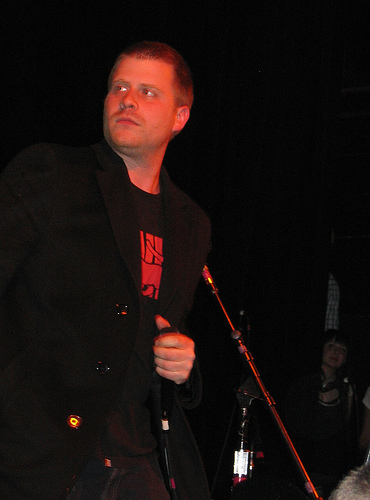
El-P (2007)

El-P (* 2. März 1975 in Brooklyn, New York City; bürgerlicher Name Jaime Meline), auch bekannt als El Producto, ist ein New Yorker Hip-Hop-Musiker, Produzent, Gründer und ehemaliger Inhaber des Hip-Hop-Labels Definitive Jux. Er ist Mitglied mehrerer Hip-Hop-Gruppen, so auch Teil des Duos Run the Jewels.

## DieHot 97
In der Erfolgsphase des New Yorker Untergrund-Hip-Hop um das damalige Untergrundlabel Rawkus Records zählte El-P mit seiner Hip-Hop-Formation Company Flow, zu welcher auch die Musiker Bigg Jus und Mr. Len gehörten, zu den ersten Untergrund-Hip-Hop-Größen.
Um die Jahrtausendwende kam es zum Bruch mit Rawkus, weswegen die gesamte Independentfraktion (darunter auch Sir Menelik, BMS und Kool Keith) das nun mehr am Mainstream orientierte Label verließen. Auf der Suche nach einer neuen kreativen Heimat wandte sich Meline an Ozone Records, das bereits seit geraumer Zeit Interesse an Untergrund- und Independent-Hip-Hop zeigte. 1999 veröffentlichte El-P das zusammen mit dem DJ und Co-Produzent Mr. Len entstandene zweite Company-Flow-Album Little Johnny from the Hospitul: Breaks & Instrumentals Vol.1.

## Definitive Jux
Um das Jahr 2000 trennte sich Rawkus von den weniger erfolgreichen Künstlern, so dass sich Company Flow auflöste. Bemüht aus den Fehlern von Rawkus zu lernen, beschloss El-P bereits 1999 (während der Produktion des zweiten Company Flow Albums) ein eigenes Label, Definitive Jux, zu gründen. Bereits die ersten Veröffentlichungen zeigten, dass das Interesse an grobem und kantigem Hip-Hop ungebrochen war. 2001 veröffentlichte Definitive Jux mit Farewell Fondle ’Em eine Hommage an das bis dahin von Bobbito Garcia geführte Label. Unter anderem veröffentlichte das Label 2001 unter anderem Aesop Rocks Album Labor Days  und The Cold Vein von Cannibal Ox.
2010 kündigte El-P in einem Blogpost auf der Website des Labels an, Definitive Jux auf unbestimmte Zeit auf Eis zu legen. Weareallgoingtoburninhellmegamixxx3, sein 2010 veröffentlichtes Album, ist deshalb bei Gold Dust Media erschienen.

## Eigene Alben
Nach dem Erfolg der ersten eigenen Veröffentlichungen stellte El-P 2002 sein erstes eigenes Album Fantastic Damage fertig. Getränkt in rostigem Rot erweckt dieses Album den Eindruck einer Reise in eine grobe hässliche und gerade deswegen doch wieder schöne Welt (Juice April ’02). Des Weiteren wurden die Instrumentals zu Fantastic Damage und The Cold Vein separat veröffentlicht.
2004 erschien über das Label Thirsty Ear ein Jazz-Album namens High Water von El-P. Gäste auf dem Album sind unter anderem das Blue Series Continuum mit Free-Jazz-Musiker Matthew Shipp und Bassist William Parker sowie Trompeter Roy Campbell. Außerdem hat El-Ps Vater Harry Keys einen Gastauftritt auf dem Song When the Moon Was Blue.
Ebenfalls 2004 erschien über Definitive Jux das Album Collecting the Kid, ein Mix-Album, auf dem Instrumentals, neue Songs, der Soundtrack zum Film Bomb the System und ein Remix zu finden sind. Erstmals tritt El-P hier zusammen mit Camu Tao als Central Services auf. Der Song Jukie Skate Rock war außerdem auf dem Soundtrack zum Videospiel Tony Hawk’s American Wasteland vorhanden.
Im Jahr 2007 veröffentlichte El-P das Album I’ll Sleep When You’re Dead, auf dem neben bekannten Gastbeiträgen auch erstmals Musiker aus dem Bereich der Rockmusik, namentlich The Mars Volta und Trent Reznor von den Nine Inch Nails, zu hören sind. Auch Chan Marshall ist auf einem Song zu hören.
Am 3. August 2010 erschien der dritte Teil von El-Ps Megamix-Reihe Weareallgoingtoburninhellmegamixxx3, aus dem vorab der Song Whores: The Movie als Free-Download ausgekoppelt wurde. Zum ersten Mal handelte es sich bei dem Mix um ein reines Instrumentalalbum, welches auch im Handel erhältlich war. Die ersten beiden Teile konnten jeweils nur bei Konzerten erworben werden.
Im Mai 2012 erschien El-Ps drittes Studioalbum Cancer 4 Cure, seine erste Veröffentlichung beim Label Fat Possum Records. Als Feature-Gäste sind Killer Mike, Mr Muthafuckin’ eXquire, Despot, Danny Brown (Rapper), Paul Banks und Nick Diamonds zu hören.
El-P produzierte im selben Jahr Killer Mikes Album R.A.P. Music, auf dem er auch einen Gastpart auf dem Song Butane (Champion’s Anthem) übernahm und das nur eine Woche vor seinem eigenen Album released wurde. El-P und Killer Mike beschlossen, die Kollaboration fortzusetzen. Sie gingen mit ihren beiden Alben gemeinsam auf Tour und starteten im Anschluss das Projekt Run the Jewels.

## Mitgliedschaften in Hip-Hop-Gruppen
El-P ist/war Mitglied folgender Zusammenschlüsse:
- The Weathermen (zusammen mit Aesop Rock, Yak Ballz, Cage, Breeze Brewin und Tame1)
- Stepdad (zusammen mit Nick Diamonds)[4]
- Central Services (zusammen mit Camu Tao)
- Company Flow (zusammen mit DJ Mr. Len und Bigg Jus)
- Indelible MC’s (Company Flow, Breeze Brewin, J-Treds)
- Run the Jewels (zusammen mit Killer Mike)

## Diskografie
Soloalben
- 2002: Fantastic Damage (Definitive Jux)
- 2007: I’ll Sleep When You’re Dead (Definitive Jux)
- 2012: Cancer 4 Cure (Fat Possum)[5]

Instrumentals und Remix-Alben
- 2002: El-P Presents Cannibal Oxtrumentals (Definitive Jux)
- 2002: FanDam Plus: Instrumentals, Remixes, Lyrics & Video (Definitive Jux)
- 2004: High Water (Featuring The Blue Series Continuum) (Thirsty Ear)
- 2004: Collecting the Kid (Definitive Jux)
- 2007: I’ll Sleep When You’re Dead - Instrumentals (Definitive Jux)
- 2012: C4Cstrumentals (Fat Possum)
- 2015: Meowrly Boots Remix (Run the Jewels), Juice-Exclusive auf Juice CD No 131

Mixtapes
- 2003: Weareallgoingtoburninhellmegamix (Definitive Jux)
- 2008: Weareallgoingtoburninhellmegamixx2 (Definitive Jux)
- 2010: Weareallgoingtoburninhellmegamixxx3 (Gold Dust Media)

Kollaborationen
- 2003: The Weathermen - The Conspiracy (Eastern Conference)

Mit Killer Mike als Run the Jewels
- siehe Run the Jewels#Diskografie